# Vingadores do Delta do Níger
Vingadores do Delta do Níger (em inglês:  Niger Delta Avengers, NDA) é um grupo militante separatista da Nigéria, que opera na região do delta do Níger. O grupo anunciou publicamente sua existência em março de 2016.
Os Vingadores do Delta do Níger atacaram as instalações de produção de petróleo no delta, causando o desligamento dos terminais petrolíferos e uma queda na produção de petróleo da Nigéria ao seu nível mais baixo em vinte anos. Os ataques levaram a Nigéria a ficar atrás de Angola como o maior produtor de petróleo da África.  A redução na produção de petróleo prejudicou a economia nigeriana e destruiu seu orçamento, uma vez que a Nigéria depende da indústria petrolífera para quase todas as suas receitas governamentais.
Os objetivos declarados dos Vingadores do Delta do Níger são criar um Estado soberano no Delta do Níger e ameaçam interromper a economia da Nigéria caso seus objetivos não sejam atingidos. O grupo declarou que seus membros são "jovens, instruídos, bem viajados ... e educados na Europa oriental" e criticou o presidente da Nigéria, Muhammadu Buhari, por nunca ter visitado o delta e a detenção do ativista pela independência de Biafra, Nnamdi Kanu.